# Interkosmos 13
Interkosmos 13 (Интеркосмос 13 em russo), também denominado de DS-U2-IK Nº 6, foi um satélite artificial soviético lançado em 27 de março de 1975 por meio de um foguete Kosmos-3M a partir do Cosmódromo de Plesetsk.

## Características
O Interkosmos 13 foi o sexto membro da série de satélites DS-U2-IK e foi dedicado ao estudo da ionosfera terrestre.
O mesmo estava enquadrado dentro do programa de cooperação internacional Interkosmos entre a União Soviética e outros países. Foi injetado em uma órbita inicial de 1714 km de apogeu e 296 km de perigeu, com uma inclinação orbital de 83  graus e um período de 104,9 minutos. Reentrou na atmosfera em 2 de setembro de 1980.